# کارکس جامسی
کارکس جامسی (نام علمی: Carex jamesii) نام یک گونه از سرده جگن است.